# Poussin (couleur)
Pour les articles homonymes, voir Poussin.

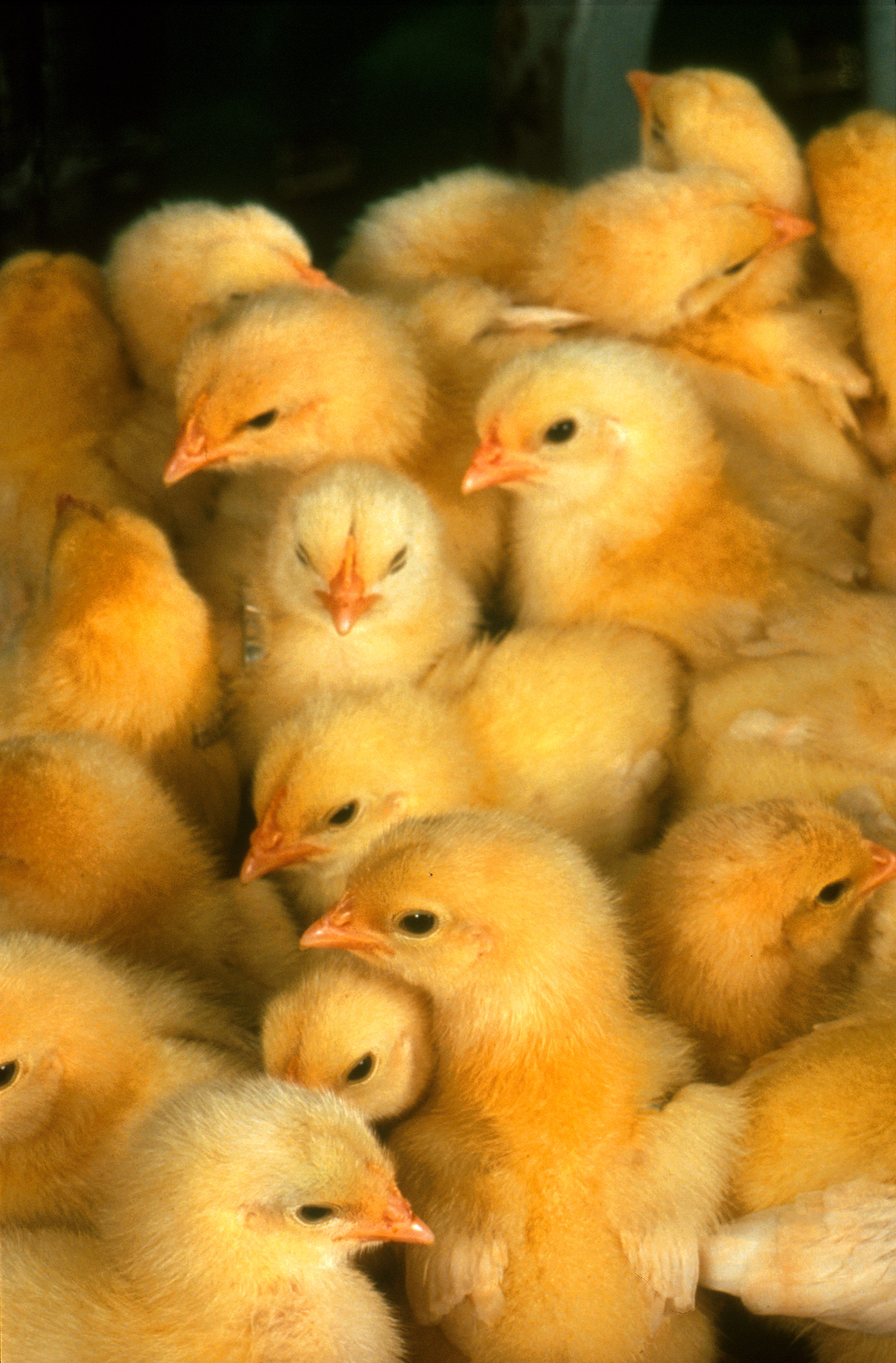
Poussins de poule d'un jour.

La couleur poussin est un nom de couleur en usage dans la mode pour désigner une teinte de jaune, d'après la couleur habituelle du poussin de poule.
Dans les nuanciers, on trouve en peinture pour la décoration 217 jaune poussin ; en soie jaune poussin.
Jaune poussin est attesté en 1919 : « dirons-nous un mot de teintes à succès ?  (…) S'agit-il des enfants, [le couturier] Chéruit a un penchant pour le vert « laitue », le jaune « poussin » (…) ».